# يان دافيسون
يان دافيسون (4 أكتوبر 1937 في المملكة المتحدة - 2 يناير 2017) (بالإنجليزية: Ian Davison)‏ هو لاعب كريكت بريطاني. لعب مع نادي مقاطعة نوتنغهامشير للكريكت ‏ ونادي مقاطعة بيدفوردشير للكريكت ‏.

## وصلات خارجية
- يان دافيسون على موقع إي آس بي آن كريك إنفو (الإنجليزية)